# جان گیلبرت (تدوین‌گر)
جان گیلبرت (انگلیسی: John Gilbert) یک تدوین‌گر، تهیه‌کننده، و فیلم‌نامه‌نویس اهل نیوزیلند است. وی برای تدوین فیلم ارباب حلقه‌ها: یاران حلقه نامزد سه جایزه اسکار، بفتا و انجمن تدوینگران شد. وی همچنین برنده جایزه ستلایت شده‌است.

## فیلم‌شناسی
- انحراف (تیم بوکسل - ۱۹۹۷)
- ارباب حلقه‌ها: یاران حلقه (پیتر جکسون - ۲۰۰۱)
- کاملاً غریبه (فیلم) (گیلین پرستون - ۲۰۰۳)
- نهر نفت (فیلم کوتاه- مایکل بنت - ۲۰۰۴)
- سریعترین ایندین جهان (راجر دونالدسون - ۲۰۰۵)
- پلی به سوی ترابیتیا (گابور سوپو - ۲۰۰۷)
- دزدی بانک (راجر دونالدسون - ۲۰۰۸)
- بندسلم (تاد گرف- ۲۰۱۰)
- ماتاریکی (مایکل بنت - ۲۰۱۰)
- نخبگان قاتل (گری مکندری - ۲۰۱۱)
- مرد نوامبر (راجر دونالدسون - ۲۰۱۴)
- ستیغ اره‌ای (مل گیبسون - ۲۰۱۶)